# Rakovec, Šmarje pri Jelšah
Rakovec je naselje v Občini Šmarje pri Jelšah.